# Оршанский, Исаак Григорьевич
Исаа́к (Исай) Григо́рьевич (Гилелевич) Орша́нский (16 (28) сентября 1851, Екатеринослав — не позднее 9 сентября 1923, Кошице, Чехия) — российский физиолог, невропатолог, психиатр, психолог, педагог. Профессор психиатрии в Харьковском университете. Публицист и переводчик. 
Младший брат И. Г. Оршанского.

## Биография

И. Г. Оршанский

Происходил из еврейской мещанской семьи. Впоследствии принял православие, прозывался выкрестом. Сын мещанина Гилема Оршанского, выходца и г. Орша, Могилевской губернии, служившего еврейским старостой Екатеринославля, пожалованного, за отлично-усердную службу, серебряной медалью «За усердие», для ношения на груди, на Станиславской ленте (1871).
Учился в частном екатеринославском еврейском училище (хедере). В августе 1869 в Одессе получил аттестат зрелости, выдержав экзамены в Ришельевской гимназии. Учился на физико-математическом ф-те Новороссийского университета, медицинском ф-те Московского университета, с 1870 по 1874 — в Медико-хирургической академии в С.-Петербурге, где и окончил курс с дипломом лекаря, с отличием. Ученик профессора И. М. Балинского. Во время учёбы в академии участвовал в деятельности Екатеринославского студенческого кружка, отличался блестящими работами, посвященными трудам Чарлза Дарвина, Карла Маркса, классических и «вулгарных» политэкономистов.   
После окончания академии службу начал земским врачом в Лукояновском уезде. С осени 1875 работал в С.-Петербургской психиатрической клинике. В 1876 стажировался в Физиологическом институте у К. Людвига в Лейпцигском университете (Германия), занимаясь микроскопией мозга. В мае 1877 в Медико-хирургиеческой академии С.-Петербурга защитил диссертацию «Материалы для физиологии мозга. Психомоторные центы» на степень доктора медицины.
В государственной службе с 10 (22) июня 1877 по 9 (21) марта 1880 и с 1 (13) апреля 1880 по 1 (13) февраля 1884. Участвовал в качестве военного врача на Кавказе в Русско-турецкой войне (1877—1878). Из вольнопрактикующих врачей определён в распоряжение окружного военно-медицинского инспектора Кавказского военного округа 17 (29) июня 1877. Служил ординатором военного госпиталя. По окончании войны два года служил младшим врачом 1-го понтонного батальона в местечке Медвед Новгородской губ. В той должности, с 1 (13) апреля 1879 уволен в отпуск, за границу, для лечения болезни, на 4 месяца. По прошению, уволен от службы 9 (21) марта 1880.
С 1 (13) апреля 1880 из отставных определён на службу сверхштатным ординатором психиатрического отделения Екатеринославской губернской земской больницы. В той должности произведён, за выслугу лет, в коллежские асессоры, с 17 (29) июня 1877.  По прошению, с 15 (27) февраля 1882 переведён сверхштатным младшим медицинским чиновником при Медицинском департаменте М-ва внутренних дел. В той должности произведён, за выслугу лет, в надворные советники, с 9 (21) октября 1881. Уволен от службы в связи с окончанием срока, на который был определён, с 1 (13) февраля 1884. С 1881 по 1883 изучал нервные и душевные болезни в Берлине, Лейпциге в Париже, стажировался в клинике Ж.-М. Шарко, антропологической лаборатории П. Брока и др.
С 1883 жил и работал в Харькове. Один из создателей харьковской нейрофизиологической школы и организаторов харьковского неврологического центра. Работал в клиническом институте профессора В. Г. Лашкевича. В октябре 1883 с большим успехом в Харьковском университете прочёл пробную лекцию, по нервным болезням, на получение свидетельства частного преподавателя. Результаты опытов, проведённых в клинике Лашкевича, представил в медицинской секции Общества опытных наук при Харьковском университете. Сочинение «О влиянии работы и усталости на сухожильные рефлексы и электрическую возбудимость мышц и нервов человека» в 1884 опубликовано в газете «Врач» и «Трудах» Ощества. С 3 (15) мая 1884 по 1 (13) августа 1894 — приват-доцент по кафедре нервных и душевных болезней Харьковского университета. Читал курсы нервных болезней, электротерапии, судебной психиатрии, общей психопаталогии, психиатрии. Опубликовал сочинение с критикой контовской философии. В том же — 1884, учредил в Харькове 1-ю частную лечебницу и поликлинику для нервных и психических больных, в которой, в звании частного преподавателя Харьковского университета, вёл занятия со студентами, открытую 15 августа 1885 и работавшую до 1895. Заведовал амбулаторией для нервных больных при Харьковском университете и Одесской городской психиатрической больницей. 
В отставке с 20 августа (1 сентября) 1888 по 26 сентября (8 октября) 1890. Как частный преподаватель 13 октября 1888 выступил в заседании Общества русских врачей с докладом «О некоторых клинических формах истерии и о гемморагической в частности». В январе 1889 участвовал в работе III Съезда русских врачей. Зимой 1888/89 работал в психологических лабораториях Берлина, Лейпцига и Парижа. В январе 1890 участвовал в работе VIII Съезда русских естествоиспытателей и врачей. Впоследствии неоднократной брал многомесячные отпуска для зарубежных стажировок в европейских лабораториях (Дю-Буа Реймона, Мунка, Кронекера Вулпиана, Брока, Вундта и др.) и клиниках (Вестфаль, Маньян, Шарко, Флехсиг и др.).
С 26 сентября (8 октября) 1890 — в Одессе, и. д. старшего врача городской психиатрической больницы, утверждён в той должности в декабре 1899, будучи профессором психиатрии Харьковского университета. В декабре 1890 опубликовал ж-ле «Русская медицина» ответ на заявление декана медицинского ф-та Харьковского университета, профессора П. И. Ковалевского, которого обвинил «в сознательном искажении официальных фактов». В 1894 напечатал свой труд: «Etude sur L’hérédité normale et pathologique», — за который Императорской Академией наук представлен к званию профессора.
В должности приват-доцента Харьковского университета и чине надворного советника уволен в отпуск за границу на десять месяцев с 27 февраля (11 марта) 1893. С 1 (13) августа 1894 — статский советник, и. д. экстраординарного профессора Харьковского у-та, утверждён в той должности в июне 1902. С 17 (30) мая 1908 — ординарный профессор Харьковского университета по кафедре систематического и клинического учения о нервных и душевных болезнях. Читал публичные лекции в пользу благотворительных организаций, в частности — в пользу студенческой столовой при Харьковском университете (9.02.1910). С 25 октября (7 ноября) 1912 уволен, по прошению, от службы, с мундиром, должности присовенном, и переехал в С.-Петербург.
Сторонник широкого применения экспериментально-психологических исследований в психологии. Создал теорию о бредовых состояних. Установил ряд закономерностей в области нейрофизиологии. Близко подошел к открытию в нервной системе процессов иррадиации и концентрации возбуждения и угнетения (торможения). На III Съезде Общества русских врачей в память Н. И. Пирогова (1889) выступил, по секции физиологии, с докладом «О ритме произвольной иннервации»; на VIII Съезде русских естествоиспытателей и врачей (1890) выступил, по секции анатомии и физиологии, c сообщением результатов своих позднейших исследований по доказанному им факту «тождества двигательных и угнетающих волевых актов»; на IV Съезде Общества русских врачей (1891) Оршанским сделаны: по отделу нервных и душевных болезней — доклад «О роли личных особенностей в психиатрии»;  в последнем (втором) общем собрании — доклад «Наследственность и её законы», в котором представил собственные исследования 274 крестьянских и 473 городских семей; на XII Съезде русских врачей в Москве (1897) им сделан доклад: «О борьбе между сифилисом мозга и наследственностью». Выступал с научными докладами в заседаниях уголовного отделения С.-Петербургского юридического общества (1899). Автор книг по криминальной антропологии. Приглашался экспертом на суде по делу Бейлиса. На Высших женских курсах преподавал физиологическую психологию. Преподавал в С.-Петербургском частном университете при Психоневрологическом институте и на Фрёбелевских курсах.
В эмиграции после 1920. В апреле 1922 приехал из Константинополя в Прагу. В следующем году умер в Кошице. 
Член Общества русских врачей в память Н. И. Пирогова (1888). Член Парижского антропологического общества (1892). Вице-председатель Одесского общества врачей (1890). Награждён «неполной» Макариевской премией 19 сентября (1 октября) 1899, за сочинения по вопросу о наследственности и по вопросу о нервной психофизиологии (соч. «Механизмы нервных процессов» (1898), рецензентом был профессор В. М. Бехтерев). Кавалер: ордена Святого Станислава 2 степени (01.01.1904); ордена Святой Анны 3-й (30.12.1897) и 2-й степени (1.01.1908); ордена Святого Владимира 4 степени (01.01.1911); награждён тёмно-бронзовой медалью «В память русско-турецкой войны 1877—1878» (1878) и медалью «В память царствования императора Александра III» (1896).

## Семья
Был женат. В браке имел единственного сына Илью Исаакиевича Оршанского (1879—?), врача, учредителя, вице-президента и деятельного члена Общества российских врачей г. Нью-Йорка, созданного в 1924 и легализованного 5 (18) февраля 1925.  